# Stilbognathus erythraeus
Stilbognathus erythraeus is een krabbensoort uit de familie van de Epialtidae. De wetenschappelijke naam van de soort is voor het eerst geldig gepubliceerd in 1866 door von Martens.